# Estatua de la paz (Berlín)

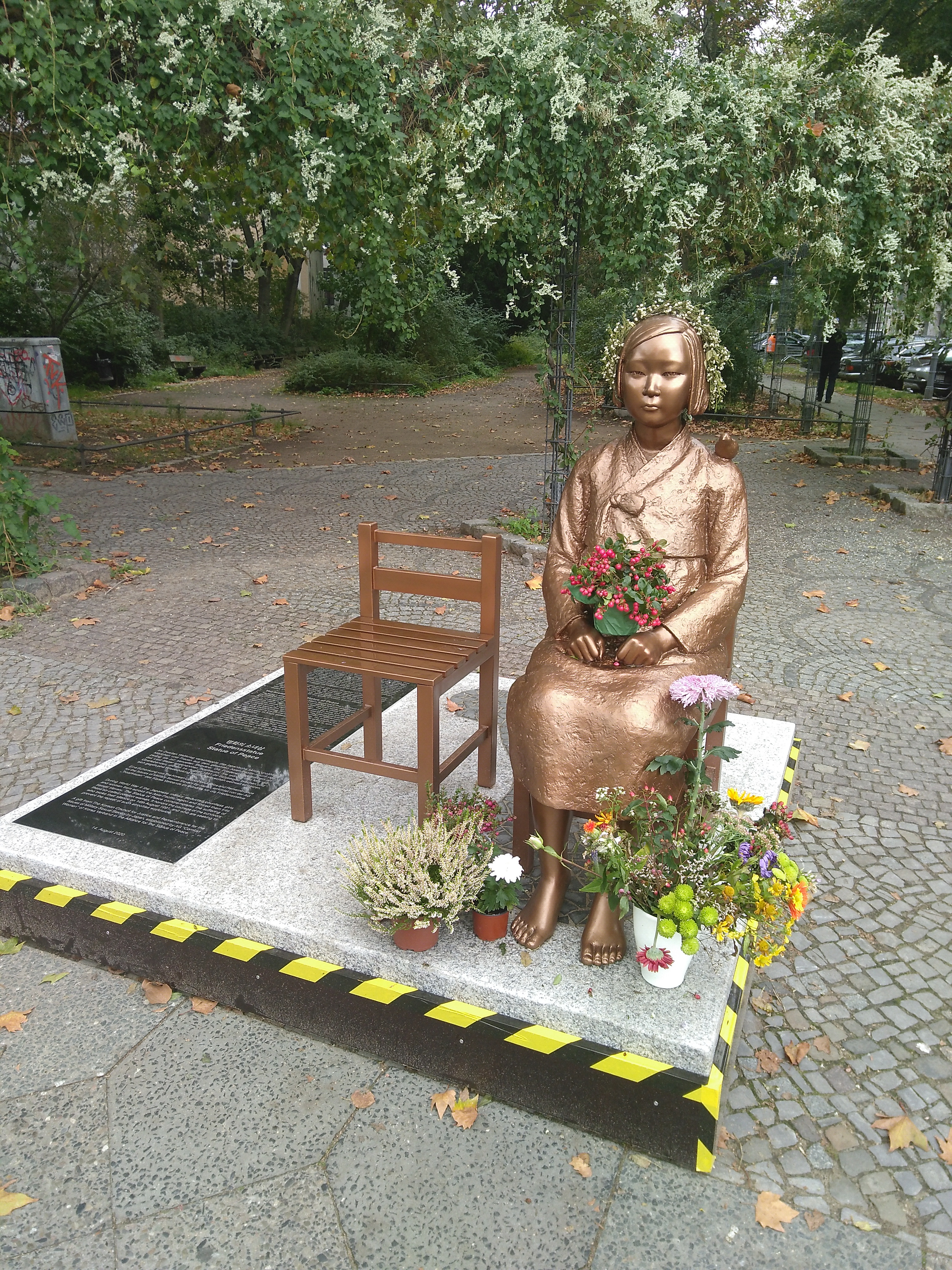
Estatua de la paz de las mujeres de consuelo en Berlín-Moabit

La Estatua de la paz es un monumento en la Plaza de la unión en el barrio Moabit de Berlín, Alemania para las «mujeres de consuelo» (niñas y mujeres que eran víctimas de prostitución forzada en burdeles japoneses durante la Segunda Guerra Mundial). La estatua además pretende denunciar la violencia sexual contra niñas y mujeres generalmente. La erección fue iniciado por el Grupo Mujeres de Consuelo de la Organización Corea y tuvo lugar el 28 de septiembre de 2020. La estatua ha provocado un discurso sobre culturas de conmemorar.
El material de la estatua es bronce. El diseño es de los artistas y maridos surcoreanos Kim Eun-sung (*1965) y Kim Seo-kyung. Es la primera estatua de este tipo que se erige en un lugar público en Alemania.